# GAIAMOND
株式会社GAIAMOND（ガイアモンド、英: GAIAMOND Inc.）は、東京都千代田区外神田に本社を置く、トレーディングカード専用のコレクター向けアイテム開発の運営を行う日本の会社。

## 概要
トレーディングカードのコレクショングッズ開発会社として創業された。

## 沿革
- 2020年 東京都千代田区外神田で設立。